# Carlos A. Leguía
Carlos A. Leguía Salcedo fue un político peruano. Fue hermano y partidario del presidente Augusto B. Leguía y del vicepresidente Roberto Elías Leguía Salcedo.
Nació en 1859, en el pueblo de Lambayeque, Perú. Fue hijo de Nicanor Leguía y Haro y Águeda María del Carmen Salcedo Taforó y hermano mayor de Augusto B. Leguía Salcedo quien fuera presidente del Perú en dos periodos. 
Fue elegido en 1886 como diputado suplente por la provincia de Lambayeque en el departamento homónimo y reelegido en 1889 y 1892. Luego, durante el primer gobierno de su hermano Augusto, fue elegido senador por el departamento de Tumbes en 1911 hasta 1916.
En 1919, cuando el presidente Augusto B. Leguía dio inicio a su segundo gobierno, fue elegido como diputado ordinario por la provincia de Pacasmayo del departamento de La Libertad hasta 1924, ese año se religió como diputado por la provincia de Luya del departamento de Amazonas hasta 1929 y ese año fue reelegido diputado por la provincia de Huaraz del departamento de Ancash hasta el final del Oncenio de Leguía en 1930 luego del golpe de Estado de Luis Miguel Sánchez Cerro.